# Catagramma carmania
Catagramma carmania är en fjärilsart som beskrevs av Hans Fruhstorfer 1916. Catagramma carmania ingår i släktet Catagramma och familjen praktfjärilar. Inga underarter finns listade i Catalogue of Life.